# 切爾沃內 (赫梅利尼茨基州)
49°46′8″N 26°37′20″E / 49.76889°N 26.62222°E
切爾沃內（烏克蘭語：Червоне）是位於烏克蘭西部的村莊，由赫梅利尼茨基州裡赫梅利尼茨基區的泰奧菲波爾市鎮負責管轄。該村面積0.21平方公里，海拔高度322米，2001年人口1，人口密度每平方公里4.69人。